# Wout Faes
Wout Felix Lina Faes (* 3. dubna 1998) je belgický profesionální fotbalista, který hraje na pozici středního obránce za Leicester City a belgický národní tým.
Faes, nadějný talent z akademie Anderlechtu, na sebe upozornil jako kapitán belgických mládežnických reprezentací. V seniorské lize debutoval hostováním v Heerenveenu v Eredivisii, ale v dresu Anderlechtu nikdy neprorazil. V důsledku toho přestoupil do Oostende, kde dokázal vyrůst ve skvělého hráče. V lednu 2020 podepsal Faes smlouvu s klubem Ligue 1 Stade Reims.

## Klubová kariéra

### Anderlecht

#### Mládežnické roky
Faes přestoupil do mládežnické akademie Anderlechtu z Lierse v roce 2012. Mohl počítat se zájmem klubů Premier League Chelsea a Manchesteru United, ale přesto podepsal svou první profesionální smlouvu s Anderlechtem. Od sezóny 2015/16 začal Faes pravidelně trénovat s prvním týmem. Měsíc poté, co získal bronz s belgickou reprezentací do 17 let na Mistrovství světa ve fotbale do 17 let 2015, prodloužil s Anderlechtem smlouvu. Faes se s klubem dostal do semifinále Juniorské ligy UEFA v sezónách 2014/15 a 2015/16, přičemž v druhé sezóně byl kapitánem týmu.

#### Hostování
Anderlecht Faese poslal na hostování do nizozemského klubu Eredivisie Heerenveenu na druhou polovinu sezóny 2016/17. Anderlecht nenabídl opci na odkup. Faes debutoval v Eredivisii 1. dubna 2017, když ve 35. minutě nastoupil v zápase proti Heracles Almelo jako náhradník za Rezu Ghúčanedžháda. Faes pak ve všech zbývajících zápasech základní části nastupoval v základní sestavě. Posledním zápas za Heerenveen odehrál proti Utrechtu. Heerenveen nakonec dvakrát prohrál s Utrechtem, což znamenalo, že klub v této sezóně přišel o účast v Evropské lize UEFA.
Po návratu do Anderlechtu jej nový hlavní trenér René Weilerem okamžitě poslal do C-týmu. Dne 12. července 2017 bylo oznámeno, že s ním podepsal smlouvu na hostování na jednu sezónu nizozemský klub Excelsior. Krátce po jeho přestupu se k Faesovi připojil krajan Jinty Caenepeel. První tři zápasy Faese hlavní trenér Mitchell van der Gaag, který kladl důraz na defenzivní fotbal, nasadil v základní sestavě, ale poté dostával Faes méně herního času kvůli prodloužení hostování Jordyho de Wijse. Navzdory skutečnosti, že de Wijs v této sezóně vytvořil velmi silné duo středních obránců s Jurgenem Mattheijem, Faes v této sezóně odehrál devatenáct ligových zápasů v Eredivisie.

### Oostende
V létě 2018 se Faes rozhodl trvale opustit Anderlecht, když podepsal tříletou smlouvu s prvoligovým klubem Oostende, kde se znovu setkal s Gertem Verheyenem, svým bývalým trenérem z národních mládežnických týmů. Byl to také Verheyen, kdo trval na tom, aby klub podepsal Faese. V Oostende se Faes stal pravidelným hráčem ve středu obrany. Ve své první sezóně vynechal pouze pět ligových zápasů, z nichž tři byly kvůli suspendaci a dva kvůli menšímu zranění nohy. S klubem se také dostal do semifinále Belgického poháru, ve kterém byl klub vyřazen až po penaltovém rozstřelu proti Gentu.
Během první poloviny sezóny 2019/20 se Faesovo jméno pravidelně objevovalo v médiích v souvislosti s přestupem. Faes, který odehrál dobrou první polovinu sezóny a pravidelně nosil kapitánskou pásku, byl nakonec 31. ledna 2020 prodán do francouzského klubu Ligue 1 Reims. Reims nechaly Faese dokončit sezónu v Oostende na hostování – klub tehdy zažíval těžké období, bojoval o nesestoupení z nejvyšší soutěže, jež byla navíc zastavena kvůli pandemii covidu-19.

### Reims
Poté, co na začátku sezóny 2020/21 oficiálně přestoupil do Reims, Faes 23. srpna 2020 debutoval v Ligue 1 při remíze 2:2 proti Monacu, kdy odehrál celý zápas. Dne 1. listopadu vstřelil svůj první gól za klub při domácí výhře 2:1 nad Štrasburkem; prudkou hlavičku z rohového kopu zahrával Valon Berisha. Svou první sezónu v Reims zakončil s 35 zápasy, ve kterých vstřelil dva góly. Klub skončil na 14. místě v lize. Faes se také objevil v předkole Evropské ligy, kdy jej nakonec vyřadil Fehérvár ve třetím předkole.

### Leicester City
Dne 1. září 2022 se Faes připojil k klubu Premier League Leicester City a podepsal pětiletou smlouvu za údajnou částku 15 milionů liber. V klubu debutoval 17. září při prohře 6:2 proti Tottenhamu. Faes chválili za jeho obranné schopnosti, když v sedmi zápasech Premier League od zápasu s Tottenhamem Leicester udržel pět čistých kont. Dne 30. prosince 2022 se při prohře 2:1 s Liverpoolem stal Faes čtvrtým hráčem v historii Premier League, který si vstřelil dva vlastní góly v jednom zápase.
Faes vstřelil svůj první gól za Leicester 28. května 2023 proti West Hamu United. Tento gól byl druhý při výhře 2:1, ale Leicester stejně sestoupil do Championship kvůli výhře Evertonu 1:0 nad Bournemouthem.

## Reprezentační kariéra
Faes poprvé okusil mezinárodní fotbal s belgickou reprezentací do 17 let na Mistrovství světa ve fotbale do 17 let 2015 v Chile.
Byl povolán do seniorského belgického týmu pro kvalifikační zápasy na Mistrovství světa ve fotbale 2022, 13. a 16. listopadu proti Estonsku a Walesu, a byl nevyužitým náhradníkem v zápase s Walesem. Spolu se spoluhráči z Leicesteru City Timothym Castagnem a Yourim Tielemansem byl následně v listopadu 2022 povolán do belgického týmu Mistrovství světa ve fotbale 2022.

## Statistiky

### Klubové
Platí k zápasu hranému 28. května 2023.
| Klub                   | Sezóna            | Liga               | Liga   | Liga | Národní pohár | Národní pohár | Ligový pohár | Ligový pohár | Kontinentální | Kontinentální | Ostatní | Ostatní | Celkově | Celkově |
| Klub                   | Sezóna            | Divize             | Zápasy | Góly | Zápasy        | Góly          | Zápasy       | Góly         | Zápasy        | Góly          | Zápasy  | Góly    | Zápasy  | Góly    |
| ---------------------- | ----------------- | ------------------ | ------ | ---- | ------------- | ------------- | ------------ | ------------ | ------------- | ------------- | ------- | ------- | ------- | ------- |
| Heerenveen (hostování) | 2016/17           | Eredivisie         | 7      | 0    | 0             | 0             | —            | —            | 1             | 0             | —       | —       | 8       | 0       |
| Excelsior (hostování)  | 2017/18           | Eredivisie         | 19     | 0    | 1             | 0             | —            | —            | —             | —             | 0       | 0       | 20      | 0       |
| Oostende               | 2018/19           | Jupiler Pro League | 26     | 1    | 5             | 1             | —            | —            | —             | —             | 9       | 0       | 40      | 2       |
| Oostende               | 2019/20           | Jupiler Pro League | 22     | 0    | 2             | 0             | —            | —            | —             | —             | 0       | 0       | 24      | 0       |
| Oostende               | Celkově           | Celkově            | 48     | 1    | 7             | 1             | 0            | 0            | 0             | 0             | 9       | 0       | 64      | 2       |
| Oostende (hostování)   | 2019/20           | Jupiler Pro League | 6      | 0    | 0             | 0             | —            | —            | —             | —             | 0       | 0       | 6       | 0       |
| Reims                  | 2020/21           | Jupiler Pro League | 33     | 1    | 0             | 0             | —            | —            | 2             | 0             | —       | —       | 35      | 1       |
| Reims                  | 2021/22           | Ligue 1            | 37     | 4    | 2             | 0             | —            | —            | —             | —             | —       | —       | 39      | 4       |
| Reims                  | 2022/23           | Ligue 1            | 3      | 0    | —             | —             | —            | —            | —             | —             | —       | —       | 3       | 0       |
| Reims                  | Celkově           | Celkově            | 73     | 5    | 2             | 0             | 0            | 0            | 2             | 0             | 0       | 0       | 77      | 5       |
| Leicester City         | 2022/23           | Premier League     | 31     | 1    | 2             | 0             | 3            | 0            | —             | —             | —       | —       | 36      | 1       |
| Celkově v kariéře      | Celkově v kariéře | Celkově v kariéře  | 184    | 7    | 12            | 1             | 3            | 0            | 2             | 0             | 10      | 0       | 211     | 8       |

### Reprezentační
Platí k zápasu hranému 20. června 2023.
| Národní tým | Rok     | Zápasy | Góly |
| ----------- | ------- | ------ | ---- |
| Belgie      | 2022    | 1      | 0    |
| Belgie      | 2023    | 4      | 0    |
| Celkově     | Celkově | 5      | 0    |

## Úspěchy
Belgie U17
- Třetí místo na Mistrovství světa ve fotbale hráčů do 17 let: 2015

Individuální
- Hráč sezóny Stade Reims: 2021/22
- Tým turnaje Mistrovství světa ve fotbale hráčů do 17 let 2015